# Fritz Honegger

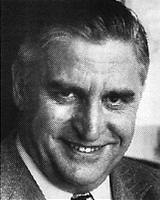

Fritz Honegger (Hauptwil, 25 juli 1917 - Zürich, 4 maart 1999) was een Zwitsers politicus.

## Studie en vroege carrière
Honegger studeerde nationale economie in Zürich. In 1942 werd hij secretaris van de Zwitserse Uurwerkenkamer te La Chaux-de-Fonds. In 1944 werd hij secretaris van het zijde-industrie genootschap van Zürich. In 1961 werd hij voorzitter van de Kamer van Koophandel van Zürich. Hij bezat hiermee een leidinggevende positie in de Züricher handelswereld.

## Politieke carrière
Honegger, reeds sinds zijn studententijd lid van de Vrijzinnige-Democratische Partij (FDP), was van 1957 tot 1975 lid van de Kantonsraad van Zürich. Van 1958 tot 1966 was hij gemeenteraadsvoorzitter van Rüschlikon. Van 1967 tot 1977 was hij lid van de Kantonsraad ("kleine kamer" van het federale parlement).
In 1974 werd Honegger tot voorzitter van de FDP gekozen, een ambt dat hij tot 1977 bekleedde.

## Lid van de Bondsraad
Op 7 december 1977 werd Honegger in de Bondsraad gekozen. Hij bleef lid tot 31 december 1982. Honegger beheerde tijdens zijn lidmaatschap van de Bondsraad het Departement van Economische Zaken. Hoogtepunt van zijn ministerschap was zijn bezoek aan de Volksrepubliek China in 1979. Hij ontmoette Deng Xiaoping tijdens dit bezoek. Doel van het bezoek was de promotie van Zwitserse exportproducten.
Honegger was in 1981 vicepresident en in 1982 bondspresident.
Na zijn aftreden zat hij in diverse raden van commissarissen en besturen van bedrijven (Crédit Suisse, Elektrowatt, Sulzer, Zschokke, Neue Zürcher Zeitung etc.)

## Familie
Honegger was getrouwd. Zijn oudste zoon, Eric, was lid van de Staatsraad (regering) van het kanton Zürich en beheerde het departement van Financiën aldaar.